# Млеканешти (Долж)
Млеканешти (рум. Mlecănești) насеље је у Румунији у округу Долж у општини Мискиј. Oпштина се налази на надморској висини од 171 m.

## Становништво
Према подацима из 2002. године у насељу је живело 551 становника, од којих су сви румунске националности.